# Gyldendalpriset
Gyldendalpriset (norska, Gyldendalprisen) är ett litterärt norskt pris som delas ut av Gyldendal Norsk Forlag. Enligt statuterna skall priset delas ut till en författare med ett särskilt betydelsefullt skönlitterärt författarskap. Utdelningen ska göras oberoende av vilket förlag författaren är knuten till. Priset är på 300 000 norska kronor.
Priset är efterföljare till priset Gyldendals legat som delades ut 1934–1995.

## Pristagare

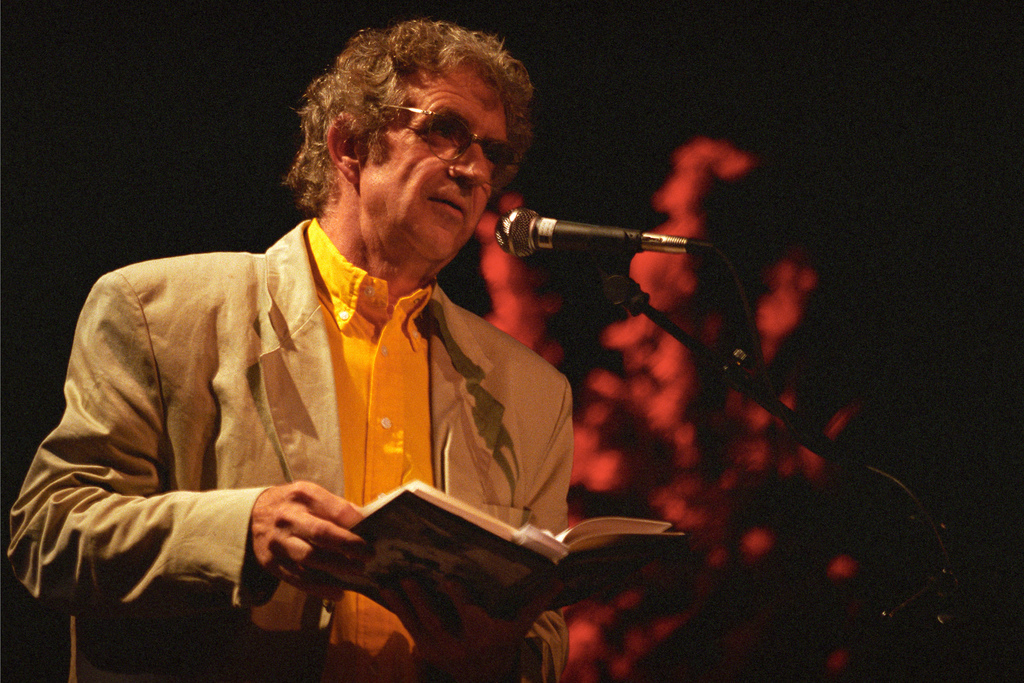
Jan Erik Vold fick priset år 2000

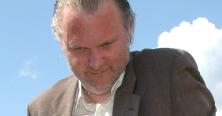
Jon Fosse fick priset 1999

- 1996 – Dag Solstad
- 1997 – Bjørn Aamodt
- 1998 – Kjartan Fløgstad
- 1999 – Jon Fosse
- 2000 – Jan Erik Vold
- 2001 – Cecilie Løveid
- 2002 – Lars Amund Vaage
- 2003 – Inger Elisabeth Hansen
- 2004 – Stein Mehren
- 2005 – Roy Jacobsen
- 2006 – Einar Økland
- 2007 – Ole Robert Sunde
- 2008 – Paal-Helge Haugen
- 2009 – Tomas Espedal
- 2010 – Vigdis Hjorth
- 2011 – Karl Ove Knausgård
- 2012 – Per Petterson
- 2013 – Øyvind Rimbereid
- 2014 – Rune Christiansen
- 2015 – Liv Køltzow
- 2017 – Tone Hødnebø
- 2019 – Øyvind Berg
- 2022 – Espen Søbye
- 2023 – Hanne Ørstavik

## Webbkällor
- Mottagare av Gyldendalpriset